# Santa Monica (Surigao del Norte)
Santa Monica è una municipalità di quinta classe delle Filippine, situata nella Provincia di Surigao del Norte, nella Regione di Caraga.
Santa Monica è formata da 11 baranggay:
- Abad Santos
- Alegria
- Bailan
- Garcia
- Libertad
- Mabini
- Mabuhay (Pob.)
- Magsaysay
- Rizal
- T. Arlan (Pob.)
- Tangbo